# Władysław Bielański
Władysław Bielański, również: Władysław Firlej-Bielański (ur. 11 marca 1911 w Krakowie, zm. 15 marca 1982 tamże) – polski biolog, specjalista biologii rozrodu zwierząt.

## Życiorys
Urodził się w rodzinie Adama, inżyniera lądowo-wodnego i dyrektora Dróg Wodnych w Krakowie, i Marii Walerii z Bogdańskich (1886–1978), współzałożycielki krakowskiego Towarzystwa Ogrodniczego. Brat Adama Bielańskiego, prof. chemii oraz Zofii Bielańskiej-Osuchowskiej, prof. nauk przyrodniczych. Po ukończeniu gimnazjum im. Henryka Sienkiewicza studiował w latach 1930–1934 zoologię i zootechnikę w UJ, a w następnym czteroleciu weterynarię w lwowskiej Akademii Medycyny Weterynaryjnej. Podczas studiów działał w korporacji akademickiej Corolla.
W 1935 ukończył studia z zakresu zoologii i zootechniki na Uniwersytecie Jagiellońskim, naukę kontynuował w Akademii Medycyny Weterynaryjnej we Lwowie. Podczas studiów należał do Korporacji Studentów Szkół Akademickich „Corolla”. 
W 1946 na Uniwersytecie Jagiellońskim przedstawił pracę pt. „Dziedziczenie zgryzu karpiowatego u koni”, na podstawie której uzyskał stopień doktora nauk weterynaryjnych oraz stanowisko adiunkta Katedrze Ogólnej Hodowli Zwierząt. W 1951 przedstawił rozprawę pt. „Ocena morfologiczna plemników dla rokowania płodności ogiera” i uzyskał stopień doktora habilitowanego, a następnie podjął się organizacji Katedry Zoohigieny, którą od 1952 kierował. Równocześnie od 1950 do 1956 stał na czele Zakładu Hodowli Koni w Instytucie Zootechniki Uniwersytetu Jagiellońskiego. W 1954 otrzymał tytuł profesora nadzwyczajnego, trzy lata później powierzono mu stanowisko kierownika Zakładu Fizjologii Rozrodu i Sztucznego Unasienniania w Instytucie Zootechniki, zajmował je przez dziesięć lat. W 1963 został profesorem zwyczajnym Wyższej Szkoły Rolniczej w Krakowie. Od 1970 do przejścia na emeryturę był dyrektorem Instytutu Stosowanej Fizjologii Zwierząt Akademii Rolniczej w Krakowie. Od 1969 członek korespondent, a od 1976 członek rzeczywisty PAN.
15 stycznia 1955 na wniosek Ministra Szkolnictwa Wyższego został odznaczony Medalem 10-lecia Polski Ludowej.
Zmarł w Krakowie, spoczywa na cmentarzu Rakowickim (kwatera PAS 4-zach-po lewej Mikesków).

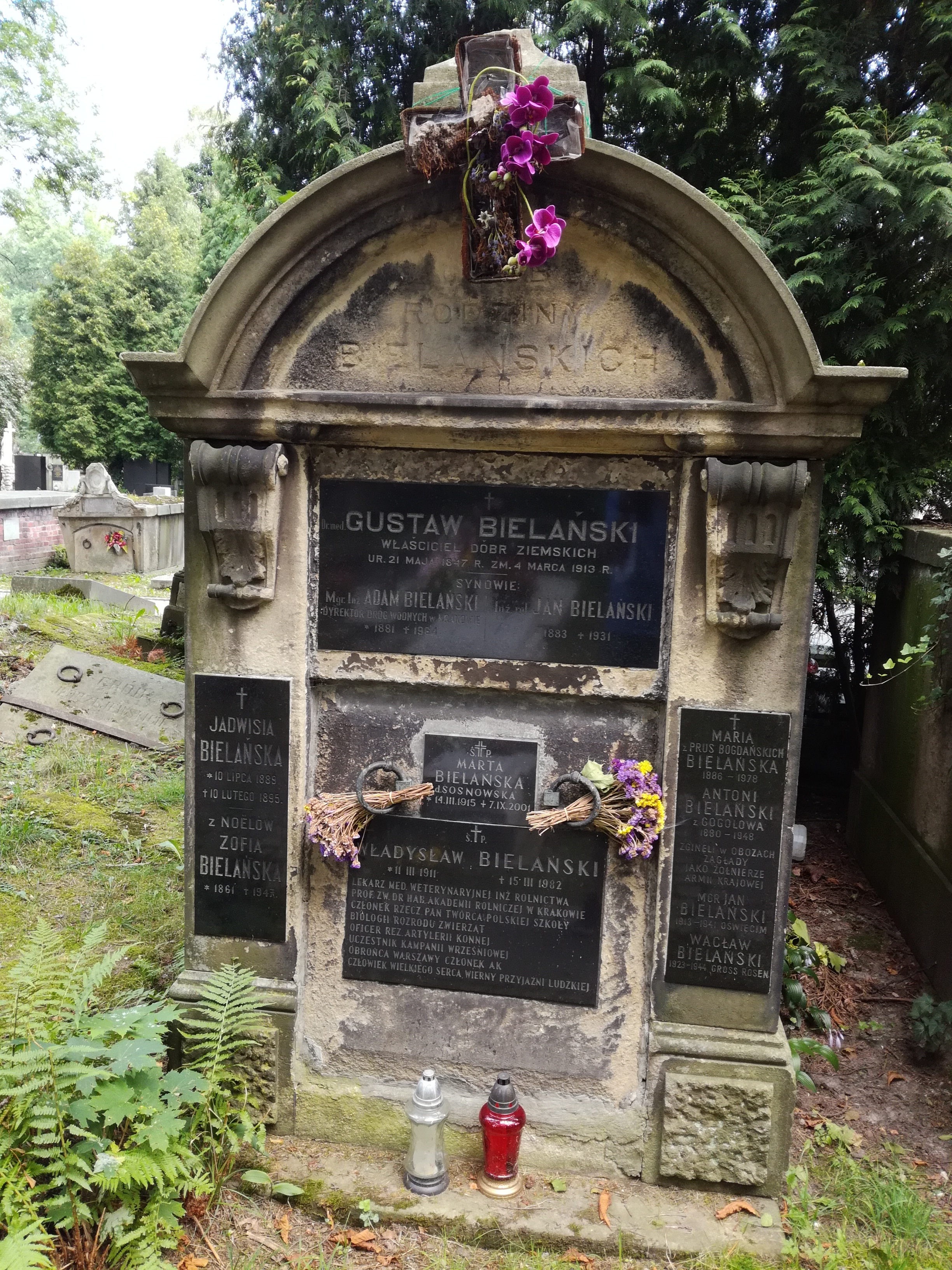
Grób prof. Władysława Bielańskiego na cmentarzu Rakowickim w Krakowie

## Dorobek naukowy
Prowadził badania nad przyczynami niepłodności mulic, metodami wczesnej diagnozy ciąży u klaczy, biologią i kriobiologią nasienia ogiera, transportem zarodków końskich w podwiązanych jajowodach żywych królic. Autor podręcznika „Rozród zwierząt” (1962). Profesor, członek rzeczywisty Polskiej Akademii Nauk, organizator i pierwszy przewodniczący Komitetu Biologii Rozrodu Zwierząt Użytkowych PAN. 

## Upamiętnienie
Od roku 2001 Towarzystwo Biologii Rozrodu przyznaje nagrodę im. Władysława Bielańskiego za najlepsze prace naukowe z dziedziny biologii rozrodu wykonane przez młodych pracowników nauki.

## Życie prywatne
Ze związku zawartego w 1941 z Martą Sosnowską miał synów Andrzeja i Władysława oraz córki Maję i Katarzynę.